# Hanns Georg Heintschel-Heinegg
Hanns Georg Heintschel-Heinegg (* 5. September 1919 in Kněžice, Tschechoslowakei; † 5. Dezember 1944 in Wien, Großdeutsches Reich) war ein österreichischer Lyriker, Theologiestudent und Widerstandskämpfer gegen den Nationalsozialismus.

## Werdegang

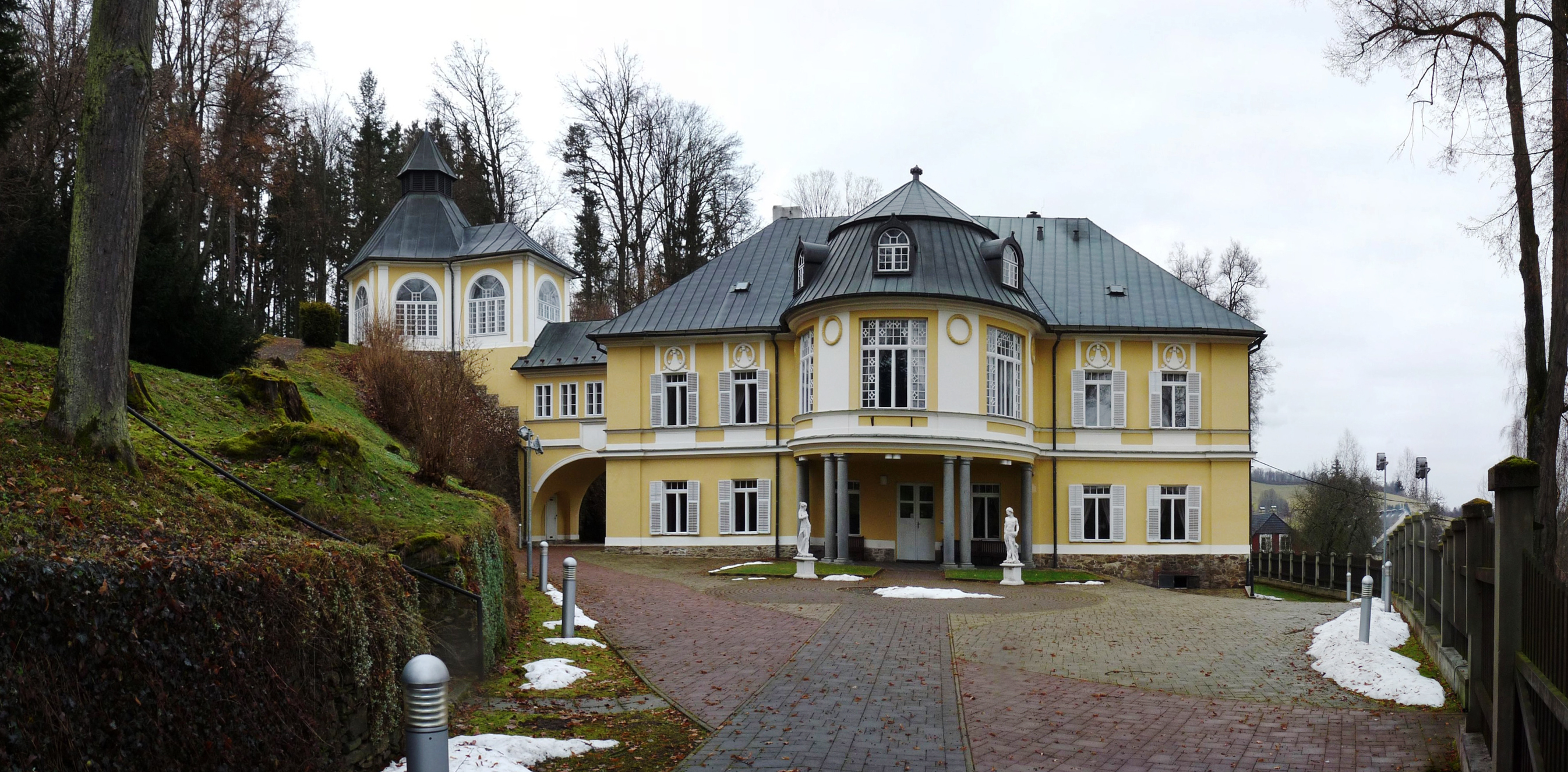
Schloss Kněžice, Geburtsort des Hanns Georg Heintschel-Heinegg

Hanns Georg Heintschel-Heinegg entstammte einer ursprünglich aus Heinersdorf an der Tafelfichte stammenden österreichischen Wollwarenfabrikantenfamilie. Er wurde auf Schloss Kněžice im Böhmerwald geboren, das die Familie 1897 erworben hatte. Im Jahre 1906 zog sein Vater Wolfgang Heintschel von Heinegg von Wien auf das sanierte Schloss Kněžice. 1926 mussten seine Eltern ihre Güter Kněžice, Žíkov und Strunkov wegen Überschuldung verkaufen. Die Familie übersiedelte mit ihren drei Töchtern und dem Sohn nach Wien, wo er die Schule besuchte. In den 1930er Jahren kam er ans Theresianum, wo er sich früh mit der deutschsprachigen Literatur beschäftigte und im Jahr 1937 maturierte. Danach trat er in das Priesterseminar Canisianum in Innsbruck ein. Bald nach dem Anschluss Österreichs an das Deutsche Reich im Jahr 1938 musste er das Theologiestudium abbrechen und schloss sich in Wien der Widerstandsgruppe Österreichische Freiheitsbewegung um Roman Karl Scholz an.
Im Jahr 1940 wurde die Freiheitsbewegung um Pater Scholz von einem ihrer Mitglieder, dem Burgschauspieler Otto Hartmann, an die Gestapo verraten. Am 23. Juli 1940 wurde Heintschel-Heinegg zusammen mit den anderen führenden Mitgliedern der drei genannten Widerstandsbewegungen verhaftet. Die Verlegung Heintschel-Heineggs und vieler seiner Gleichgesinnten nach Anrath erfolgte Anfang Juli 1941. Die Eintönigkeit seiner Arbeit, täglich 1600 Briefumschläge zu kleben und das ihm auferlegte Schreibverbot, bedeuten für Heintschel-Heinegg eine überaus große Belastung:
Will ich nicht lügen, so muß ich auch bekennen, daß ich in größter geistiger Not bin: in der Not, kein Wort niederschreiben zu dürfen von den Legionen Gedanken über Kunst, Wissenschaft und menschliches Leben, die mich brausend erfüllen, die mich aber nun peinigen [...].
Anfang November 1941, ausgelöst durch den tragischen Tod von Pater Bernhard Burgstaller, Abt des österreichischen Zisterzienserklosters Wilhering, wurde Heintschel-Heinegg nach Krefeld verlegt. Besonders der Aufenthalt im Krefelder Gefängnis, aber auch seine zweite Anrather Zeit ab März 1943, waren noch einmal Stätten eines reichen dichterischen Schaffens. Obwohl die Krefelder Zeit auch viele Strapazen mit sich brachte – die Gefangenen blieben z. B. während der Luftangriffe in ihren Zellen gefesselt –, schien sie für Heintschel-Heinegg doch mit manchen Erleichterungen verbunden gewesen zu sein: Mehr Zeit für freie Beschäftigung schlägt sich nieder in Notizbüchern voller Gedanken. Ab März 1943 wieder im Anrather Gefängnis, das von seinem Mithäftling Heinrich Zeder als „Hölle von Anrath“ bezeichnet wurde, begann für Heintschel-Heinegg erneut die Zeit des „Mißtrostes und Unbehagens“: Heintschel-Heinegg schreibt:
Ich habe keine Erlaubnis zu Studium oder eigenem Schreibzeug, so daß der Tag, mit elf Arbeitsstunden und nächtlicher Unruhe von oben randvoll ausgefüllt, grau in grau dahinsinkt. Die wenigen Gedichte entstehen sehr behelfsmäßig und können nicht mehr sorgsam niedergeschrieben werden.
Nach der Verlegung in verschiedene Lager und Gefängnisse wurde er im Februar 1944 in Wien vom dort tagenden Volksgerichtshof zum Tode verurteilt und am 5. Dezember 1944 hingerichtet.

## Würdigung

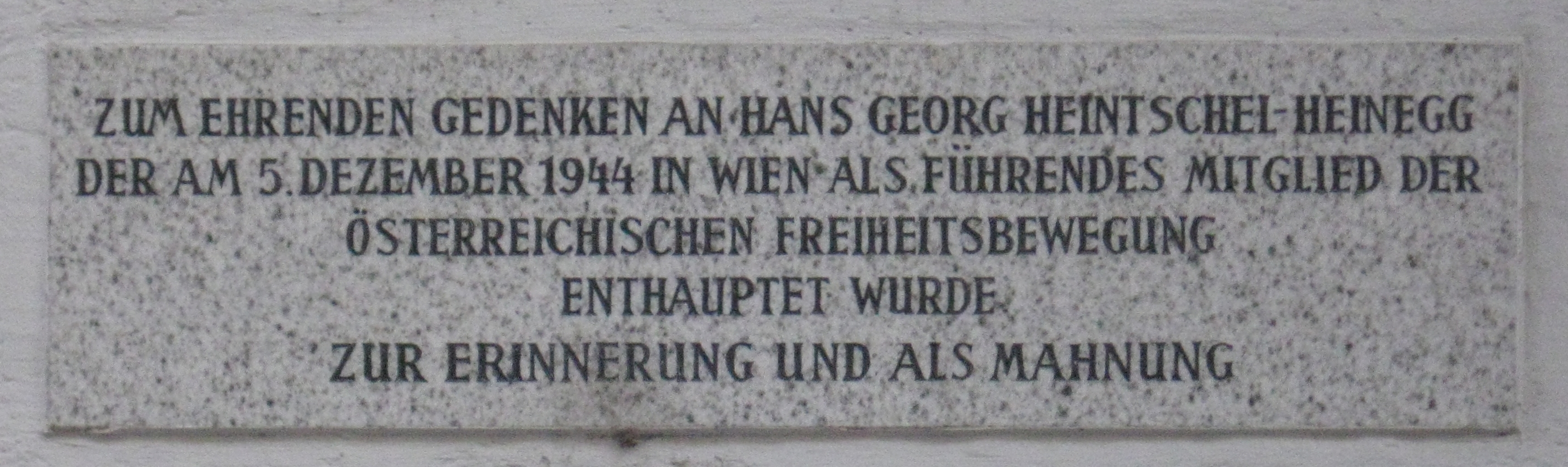
Gedenktafel

Die katholische Kirche hat Hanns Georg von Heintschel-Heinegg als Glaubenszeugen in das deutsche Martyrologium des 20. Jahrhunderts aufgenommen.
An seinem ehemaligen Wohnhaus in der Wohllebengasse 7 in Wien-Wieden wurde eine Gedenktafel angebracht.

## Schriften
- Hans Georg Heintschel-Heinegg: Vermächtnis. Mit einer biographischen Einleitung von Rüdiger Engerth. Querschnitt Verlag, Graz 1947.